# Ефимов, Александр Борисович
Александр Борисович Ефимов (15 сентября 1910 — 1985) — каменщик цеха ремонта металлургических печей Кузнецкого металлургического комбината, Герой Социалистического Труда.

## Биография
Родился 15 сентября 1910 года в селе Рожни (в наст. время — Ребрихинский район Алтайского края).
С 16 января 1933 года работал на Кузнецком металлургическом комбинате каменщиком-огнеупорщиком в цехе ремонта металлургических печей. С сентября 1933 по 1936 год служил в РККА, затем вернулся в цех.
В сентябре 1941 года мобилизован в армию, участник войны.
С августа 1946 года снова работал на комбинате. При высоком качестве кладки выполнял нормы на 140—170 процентов. Был наставником молодёжи.
Указом Президиума Верховного Совета СССР от 19 июля 1958 года за выдающиеся успехи, достигнутые в деле развития черной металлургии присвоено звание Героя Социалистического Труда.
Награждён медалями «За победу над Германией в Великой Отечественной войне» (1945), «За трудовое отличие» (1951).
С 1961 года на пенсии.
Умер до 1985 года.